# Crowne Plaza Invitational at Colonial
 (août 2025).
Tournoi régulier du PGA Tour, le Crowne Plaza Invitational at Colonial se déroule en mai à Fort Worth. Il se déroule sous la forme d'invitation. 
Il est le plus vieux tournoi du circuit PGA à toujours se dérouler sur le même parcours.
Le tournoi présente une caractéristique unique sur le circuit de la PGA: the « Champion's Choice tradition » permet chaque année à deux jeunes golfeurs de participer au tournoi, ceux-ci étant choisi par les autres golfeurs. Parmi les golfeurs ayant bénéficié de cette invitation, on trouve Al Geiberger, Tom Weiskopf, Craig Stadler, Curtis Strange, Mark O'Meara, Paul Azinger et Davis Love III. Dave Stockton a pour sa part remporté le tournoi en étant Champion's Choice tradition.

## Palmarès
| année                                 | Vainqueur                                                      | Nationalité                                                    |
| Colonial National Invitation          | Colonial National Invitation                                   | Colonial National Invitation                                   |
| ------------------------------------- | -------------------------------------------------------------- | -------------------------------------------------------------- |
| 1946                                  | Ben Hogan                                                      | États-Unis                                                     |
| 1947                                  | Ben Hogan                                                      | États-Unis                                                     |
| 1948                                  | Clayton Heafner                                                | États-Unis                                                     |
| 1949                                  | pas de tournoi - annulé en raison d'une inondation du parcours | pas de tournoi - annulé en raison d'une inondation du parcours |
| 1950                                  | Sam Snead                                                      | États-Unis                                                     |
| 1951                                  | Cary Middlecoff                                                | États-Unis                                                     |
| 1952                                  | Ben Hogan                                                      | États-Unis                                                     |
| 1953                                  | Ben Hogan                                                      | États-Unis                                                     |
| 1954                                  | Johnny Palmer                                                  | États-Unis                                                     |
| 1955                                  | Chandler Harper                                                | États-Unis                                                     |
| 1956                                  | Mike Souchak                                                   | États-Unis                                                     |
| 1957                                  | Roberto De Vicenzo                                             | Argentine                                                      |
| 1958                                  | Tommy Bolt                                                     | États-Unis                                                     |
| 1959                                  | Ben Hogan                                                      | États-Unis                                                     |
| 1960                                  | Julius Boros                                                   | États-Unis                                                     |
| 1961                                  | Doug Sanders                                                   | États-Unis                                                     |
| 1962                                  | Arnold Palmer                                                  | États-Unis                                                     |
| 1963                                  | Julius Boros                                                   | États-Unis                                                     |
| 1964                                  | Billy Casper                                                   | États-Unis                                                     |
| 1965                                  | Bruce Crampton                                                 | Australie                                                      |
| 1966                                  | Bruce Devlin                                                   | Australie                                                      |
| 1967                                  | Dave Stockton                                                  | États-Unis                                                     |
| 1968                                  | Billy Casper                                                   | États-Unis                                                     |
| 1969                                  | Gardner Dickinson                                              | États-Unis                                                     |
| 1970                                  | Homero Blancas                                                 | États-Unis                                                     |
| 1971                                  | Gene Littler                                                   | États-Unis                                                     |
| 1972                                  | Jerry Heard                                                    | États-Unis                                                     |
| 1973                                  | Tom Weiskopf                                                   | États-Unis                                                     |
| 1974                                  | Rod Curl                                                       | États-Unis                                                     |
| 1975                                  | pas de tournoi                                                 | pas de tournoi                                                 |
| 1976                                  | Lee Trevino                                                    | États-Unis                                                     |
| 1977                                  | Ben Crenshaw                                                   | États-Unis                                                     |
| 1978                                  | Lee Trevino                                                    | États-Unis                                                     |
| 1979                                  | Al Geiberger                                                   | États-Unis                                                     |
| 1980                                  | Bruce Lietzke                                                  | États-Unis                                                     |
| 1981                                  | Fuzzy Zoeller                                                  | États-Unis                                                     |
| 1982                                  | Jack Nicklaus                                                  | États-Unis                                                     |
| 1983                                  | Jim Colbert                                                    | États-Unis                                                     |
| 1984                                  | Peter Jacobsen                                                 | États-Unis                                                     |
| 1985                                  | Corey Pavin                                                    | États-Unis                                                     |
| 1986                                  | Dan Pohl                                                       | États-Unis                                                     |
| 1987                                  | Keith Clearwater                                               | États-Unis                                                     |
| 1988                                  | Lanny Wadkins                                                  | États-Unis                                                     |
| Southwestern Bell Colonial            |                                                                |                                                                |
| 1989                                  | Ian Baker-Finch                                                | Australie                                                      |
| 1990                                  | Ben Crenshaw                                                   | États-Unis                                                     |
| 1991                                  | Tom Purtzer                                                    | États-Unis                                                     |
| 1992                                  | Bruce Lietzke                                                  | États-Unis                                                     |
| 1993                                  | Fulton Allem                                                   | Afrique du Sud                                                 |
| 1994                                  | Nick Price                                                     | Zimbabwe                                                       |
| Colonial National Invitation          |                                                                |                                                                |
| 1995                                  | Tom Lehman                                                     | États-Unis                                                     |
| MasterCard Colonial                   |                                                                |                                                                |
| 1996                                  | Corey Pavin                                                    | États-Unis                                                     |
| 1997                                  | David Frost                                                    | Afrique du Sud                                                 |
| 1998                                  | Tom Watson                                                     | États-Unis                                                     |
| 1999                                  | Olin Browne                                                    | États-Unis                                                     |
| 2000                                  | Phil Mickelson                                                 | États-Unis                                                     |
| 2001                                  | Sergio García                                                  | Espagne                                                        |
| 2002                                  | Nick Price                                                     | Zimbabwe                                                       |
| Bank of America Colonial              |                                                                |                                                                |
| 2003                                  | Kenny Perry                                                    | États-Unis                                                     |
| 2004                                  | Steve Flesch                                                   | États-Unis                                                     |
| 2005                                  | Kenny Perry                                                    | États-Unis                                                     |
| 2006                                  | Tim Herron                                                     | États-Unis                                                     |
| Crowne Plaza Invitational at Colonial |                                                                |                                                                |
| 2007                                  | Rory Sabbatini                                                 | Afrique du Sud                                                 |
| 2008                                  | Phil Mickelson                                                 | États-Unis                                                     |
| 2009                                  | Steve Stricker                                                 | États-Unis                                                     |
| 2010                                  | Zach Johnson                                                   | États-Unis                                                     |
| 2011                                  | David Toms                                                     | États-Unis                                                     |
| 2012                                  | Zach Johnson                                                   | États-Unis                                                     |
| 2013                                  | Boo Weekley                                                    | États-Unis                                                     |
| 2014                                  | Adam Scott                                                     | Australie                                                      |
| 2015                                  | Chris Kirk                                                     | États-Unis                                                     |
| 2016                                  | Jordan Spieth                                                  | États-Unis                                                     |
| 2017                                  | Kevin Kisner                                                   | États-Unis                                                     |